# Voleibol Licenciados Reunidos 2014-2015
Questa voce raccoglie le informazioni riguardanti il Voleibol Licenciados Reunidos nelle competizioni ufficiali della stagione 2014-2015.

## Organigramma societario
Area tecnica
- Allenatore: Raúl Rocha
- Allenatore in seconda: Enrique Carrasco

## Rosa
| N° | Nome                 | Ruolo | Data di nascita   | Nazionalità sportiva |
| -- | -------------------- | ----- | ----------------- | -------------------- |
| 1  | Jesús Gomez          | L     | 1º dicembre 1991  | Spagna               |
| 2  | Miguel Chao          | S     | 15 gennaio 1991   | Spagna               |
| 3  | José Alejandro Acedo | P     | 1º ottobre 1981   | Spagna               |
| 4  | Jesús Calle          | S     | 27 settembre 1990 | Spagna               |
| 5  | Rodrigo González     | P     | 8 luglio 1994     | Spagna               |
| 6  | Jesús Montero        | S     | 25 febbraio 1993  | Spagna               |
| 7  | Kevin Medina         | S     | 6 giugno 1992     | Spagna               |
| 8  | Andrés Cano          | L     | 13 febbraio 1994  | Spagna               |
| 9  | Maxson Pereira       | S/O   | 24 novembre 1998  | Brasile              |
| 10 | Saulo Costa          | C     | 19 settembre 1988 | Brasile              |
| 11 | Alexander Pérez      | C     | 27 ottobre 1990   | Spagna               |
| 12 | Antonio Del Rey      | C     | 14 giugno 1993    | Spagna               |
| 13 | Daniel Muñoz         | S     | 8 aprile 1994     | Spagna               |
| 15 | Roberto Ortiz        | C     | 14 giugno 1993    | Spagna               |